# گورنگرات
گورنگرات (به لاتین: Gornergrat) یک کوه در سوئیس است که در کانتون وله واقع شده‌است. گورنگرات ۳٬۱۳۵ متر بالاتر از سطح دریا واقع شده‌است.